# Pedicularis lasiophrys
Pedicularis lasiophrys är en snyltrotsväxtart som beskrevs av Carl Maximowicz. Pedicularis lasiophrys ingår i släktet spiror, och familjen snyltrotsväxter. Utöver nominatformen finns också underarten P. l. sinica.